# جاناتان آیکونه
جاناتان آیکونه (فرانسوی: Jonathan Ikoné‎؛ زادهٔ ۲ مهٔ ۱۹۹۸) بازیکن فوتبال اهل فرانسه است که برای باشگاه فیورنتینا بازی می‌کند.
وی همچنین در تیم‌های ملی فوتبال زیر ۱۷ سال فرانسه، زیر ۱۹ سال فرانسه، زیر ۲۰ سال فرانسه و زیر ۲۱ سال فرانسه بازی کرده‌است.